# Mujeres en el Imperio bizantino

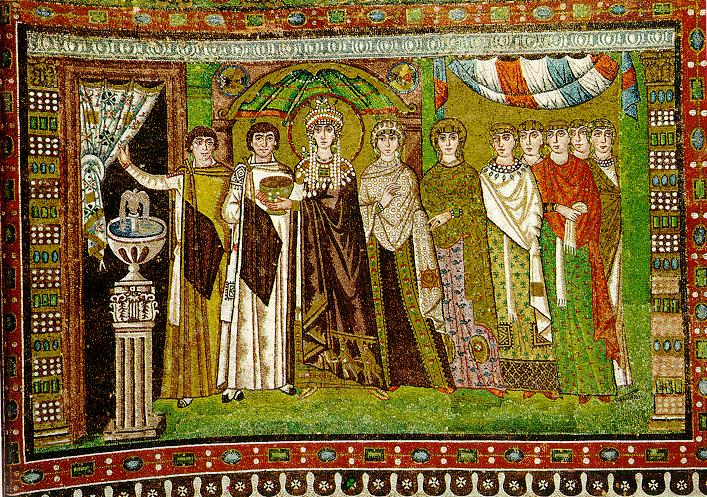
La emperatriz Teodora junto a su séquito. Mosaico de la Basílica de San Vital de Rávena,.

La situación de las mujeres en el Imperio bizantino es un tema complejo. Durante mucho tiempo, la atención de los historiadores estuvo centrada solo por mujeres bizantinas puntuales e influentes como aquellas que ocuparon el puesto de emperatriz, especialmente la esposa del emperador Justiniano I, Teodora, quien tuvo una gran influencia en los acontecimientos históricos de la primera mitad del siglo VI. Numerosas fuentes (crónicas, textos legales, literatura hagiográfica), sin embargo, crean una imagen patriarcal de la sociedad bizantina en la que las mujeres, en general, no tenían importancia real y estaban delimitadas en un gineceo.
El estudio científico de la situación jurídica y económica en la cual se encontraba la mujer en el Imperio bizantino se inició en la segunda mitad del siglo XIX y en la actualidad se continúa de forma intensiva. El objeto de estudio es tanto la mujer en general como las cuestiones relacionadas al derecho familiar y al de propiedad. La escasez de fuentes fiables lleva a diversas revaluaciones del lugar que ocupaba la mujer dentro de la sociedad bizantina. Con el desarrollo de los estudios de género en la década de 1970, se acostumbra a hacer una revisión de las primeras interpretaciones, según las cuales este rol no era significativo. Por su parte, la historiadora Ioili Kalavrezou ofrece una descripción más positiva de la vida de las ciudadanas bizantinas. Varios autores en la actualidad suponen que las mujeres bizantinas disfrutaban de muchos más privilegios en comparación con la situación de las mujeres de Europa occidental y dentro del mundo islámico.

## Educación
Hubo casos puntuales de mujeres bizantinas famosas en el ámbito educativo, como Kassia, Ana Comneno y Dobrodeia de Kiev. Sin embargo, la opinión generalizada de la época sobre la educación femenina era que una niña solo debía aprender los deberes domésticos y estudiar las vidas de los santos cristianos, así como memorizar salmos, y aprender a leer para poder estudiar las escrituras bíblicas, aunque a veces se desaconsejaba la alfabetización entre las mujeres porque se creía que podía fomentar el vicio.

## Sexualidad

### Casamiento
El derecho romano al divorcio fue desapareciendo después de la adopción del cristianismo y se reemplazó con la separación legal y la anulación.  En el Imperio Bizantino, el matrimonio se consideraba el estado ideal para una mujer, y la única alternativa a esta era la vida conventual. Dentro del matrimonio, la actividad sexual se veía sólo como un medio de reproducción. Una mujer tiene derecho a comparecer ante un tribunal, pero su testimonio no era de igual valor al de un hombre y puede contradecirse solo empleando su sexo como base si es que se encontraba contra la palabra de un hombre. Por otro lado, las mujeres no estaban completamente sometidas a la voluntad de los hombres. Según el político e historiador bizantino Prisco de Panio, "entre los romanos no era correcto desposar a una mujer con un hombre en contra de su voluntad". Jorge, el discípulo de Teodoro de Siceon, escribió una obra hagiográfica sobre su maestro titulada Vida de Teodoro, donde se "representa un hogar de mujeres fuertes, sin un líder masculino, que convergen para mimar y promover al único hijo varón de la familia. Las mujeres tienen la posibilidad de elección en sus vidas, pueden ganarse la vida con las ganancias de la posada y, más tarde, la abuela de Teodoro elige la vida religiosa mientras su madre se casa con una familia prominente".

### Ideal ascético de mujer
Según Judith Herrin, la sexualidad en el Imperio bizantino estaba saturada de una hipocresía unilateral, como en cualquier otra sociedad medieval. Por un lado, los hombres apreciaban el encanto femenino y recurrían a los servicios de prostitutas o a las relaciones con amantes mientras a su vez exigían pureza moral a sus familiares. Además, en Bizancio, la iglesia cristiana desempeñó un papel muy importante, cuyas ideas sobre la relación de los sexos se formaron en el período del cristianismo primitivo. El cristianismo ha heredado creencias de la antigüedad clásica de que las mujeres son física y moralmente más débiles que los hombres; más inclinadas satisfacer las necesidades y deseos de sus cuerpos, y por tanto menos capaces de comprender lo que es bueno, y en caso de comprender aún poseían menos posibilidades de apegarse. Finalmente, con puntuales excepciones, la literatura bizantina fue creada por hombres y refleja sus puntos de vista.
Hasta el siglo XII, en el Imperio Bizantino no existía la literatura erótica o el arte erótico en general, y el tema de expresión de los sentimientos era la actitud del ascetismo hacia Dios, lo que implicaba la eliminación total de la sexualidad. Según la idea general, una mujer era responsable del deseo que le surgía en un hombre, e incluso para los monjes, lo mejor era no mirar a las mujeres. No existió un consenso general sobre si el deseo sexual es siempre peligroso. Algunos autores cristianos del siglo IV coincidieron en que el deseo fue dado por Dios con el propósito de la procreación, y una persona casada puede llevar una vida cristiana de igual forma que aquel que se adhiere al celibato. Se creía que un hombre y una mujer castos podían vivir en la misma casa sin riesgo para sus almas, sin embargo, la experiencia práctica de los ascetas indicaba que el deseo sexual era casi imposible de contener. En este sentido, incluso una madre o una hermana llegaban a convertirse en un recordatorio para el asceta de todas las demás mujeres y de la vida mundana rechazada en general. Respecto a esto, para las mujeres ascéticas, era necesario abandonar una apariencia atractiva, usar ropa que ocultara la figura y abandonar su estatus social. El lavado fue condenado, ya que una vez más llamó la atención sobre el cuerpo rechazado.

### Prostitución

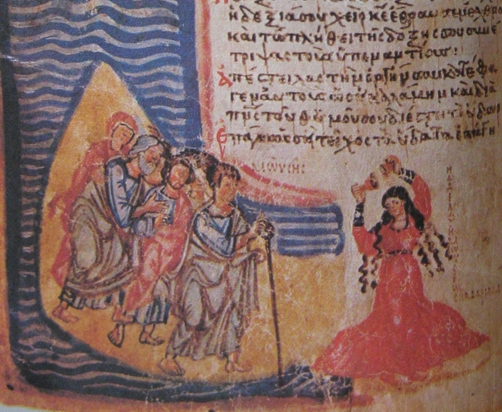
Miriam bailando, miniatura del Salterio Chludov, mediados del siglo IX

Las prostitutas estaban en la parte inferior de la escala social y eran conocidas por una variedad de nombres: hetera, "mujeres públicas", "(mujeres) del ático" (en griego antiguo: αἱ ἐπὶ τοῦ τέγους). Son más conocidas por la literatura hagiográfica (donde figuran bajo la designación de "humilladas" (griego antiguo: ταπειναί) o "miserables" (griego antiguo: οἰκτραί), o tanto en el derecho civil como en el eclesiástico que intenta prevenir esta situación. Probablemente, la prostitución siempre prevaleció en Bizancio. Sin embargo, la palabra en griego antiguo: πορνεία abarcaba no solo a la comunicación con las prostitutas, sino a muchas otras desviaciones del comportamiento sexual recomendado. La prostitución floreció en la capital y en las ciudades más grandes del imperio: Alejandría, Antioquía, Beirut y Edesa, más tarde en Tesalónica y ciudades portuarias de Asia Menor. 
Esta actividad era relativamente voluntaria cuando las hijas de actores o artesanos se dejaban seducir por los cuentos difundidos por los burdeles (en griego antiguo: πορνοβοσκοί) sobre la vida lujosa de los captadores; también las prostitutas podían llegar a convertirse en esclavas y prisioneras. Las dueñas de los burdeles también solían ir a las provincias a buscar niñas, comprándolas a las familias más pobres. Sin embargo, tales transacciones eran ilegales y el padre de la familia en cuestión era privado de la patria potestad y podía ser enviado a realizar trabajos forzosos en las minas como castigo; para los miembros de la Iglesia, el castigo era la excomunión. Pero, obviamente, estas medidas se aplicaron sin mucho éxito y, al menos en el siglo XII, la prostitución no era totalmente voluntaria. Los intentos de limitar geográficamente la prostitución también fueron inútiles incluso en Constantinopla: Fundado en los tiempos de Constantino el Grande, el burdel Lupanar se encontraba vacío, y bajo el emperador Teófilo (829–843) el edificio fue trasladado al hospital.
Entre las mujeres cuyas actividades involucraban lucrar con  sus cuerpos se incluían mimos, flautistas y cantantes en bodas o banquetes. Según los bizantinos, dedicarse al arte secular no era lo propio de un hombre honesto, y las mujeres de estas profesiones se consideraban como otra clase diferente de prostitutas. Se consideraba a las sirvientas en tabernas y xenodochiums como prostitutas de clase baja, según una tradición que data de la antigüedad.
Un topos frecuente de la literatura hagiográfica bizantina era la degeneración espiritual de la “ramera”, que, arrepentida, “adquiría para sí misma la santidad”. Así, por ejemplo, esto sucedió con una santa del siglo V Pelagia de Antioquía o una santa del siglo VI María de Egipto. Según sugirió Judith Herrin, la madre de Constantino I, Elena de Constantinopla, se prostituía en una taberna.

## Rol público

### Segregación sexual
Desde el siglo VI hubo un ideal creciente de segregación sexual, que dictaba que las mujeres deberían usar velo y solo ser visto en público cuando asistía a la iglesia, y aunque este ideal nunca se llegó a cumplir realmente, influyó en la sociedad.  Las leyes del emperador Justiniano I legalizaron que un hombre se divorciara de su esposa por asistir a lugares públicos, como teatros o baños públicos, sin su permiso, y el emperador León VI prohibió a las mujeres presenciar contratos comerciales con el argumento de que les hacía entrar en contacto con hombres.  En Constantinopla, se esperaba cada vez más que las mujeres de clase alta se limitaran a permanecer en una sección especial para mujeres (gynaikonitis), y en el siglo VIII se describió como inaceptable que las hijas solteras tuvieran encuentros con cualquier hombre que no fuese un familiar.  Mientras que las mujeres imperiales y sus damas aparecían en público junto a los hombres, las mujeres y los varones de la corte imperial asistían a los banquetes reales por separado hasta el surgimiento de la dinastía de los Comnenos en el siglo XII. Según el bizantinista Averil Cameron, "[e]l mensaje de la ideología predominante" en Bizancio "era que las mujeres deberían quedarse en casa, ser buenas madres y limitar su actividad a los actos de caridad piadosa". Yet the reality was somewhat different. Por ejemplo, las mujeres podían heredar, el sistema de dotes les brindaba una protección ... Muchas mujeres no aristocráticas también encontraron formas de ejercer influencia fuera del hogar, y en los niveles más bajos, como en todas las sociedades agrarias y en las ciudades preindustriales en general, su trabajo era esencial''.

### Ámbito económico y vida profesional

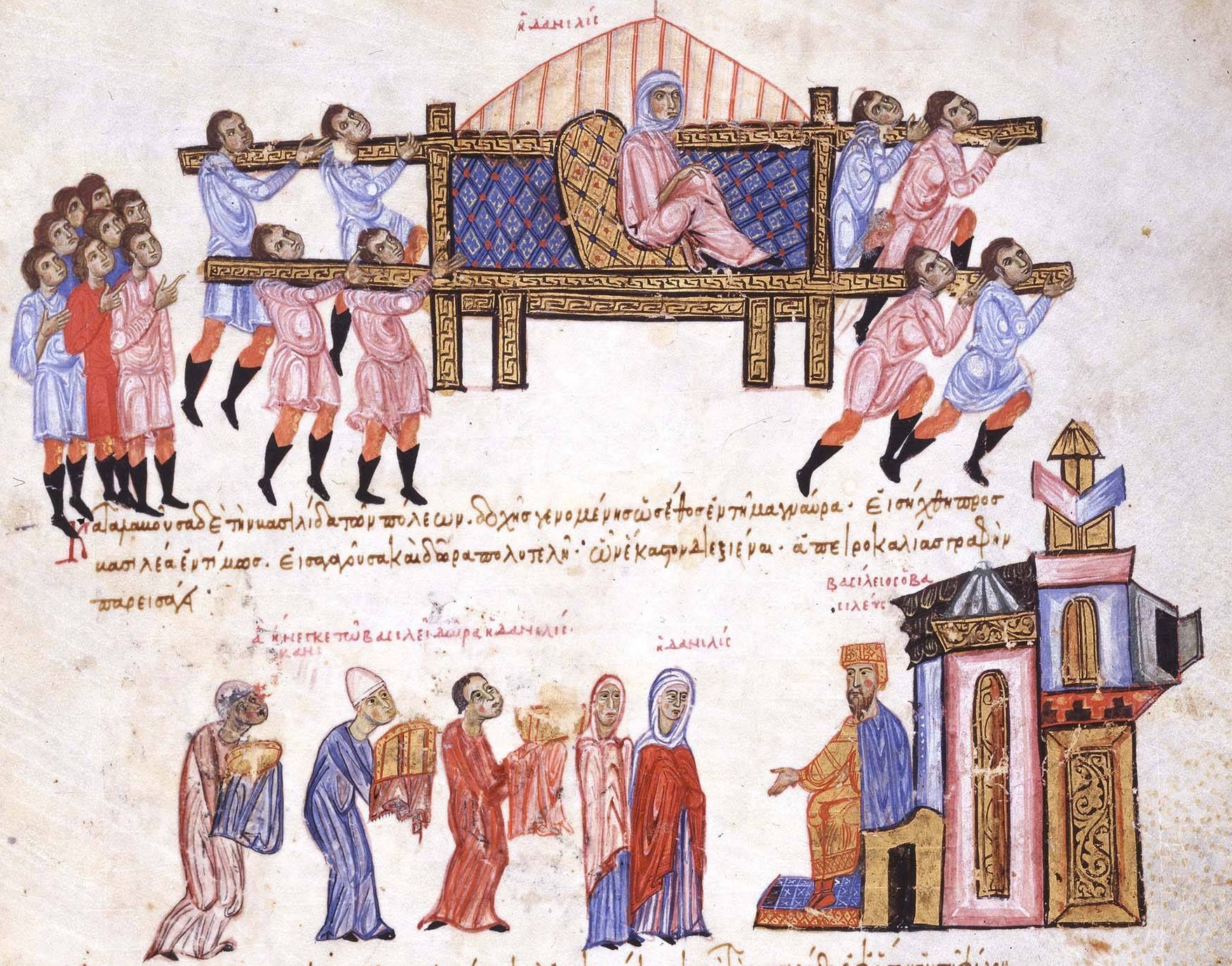
La empresaria Danielis llevada por sus esclavos rumbo a Constantinopla. Miniatura de la crónica de Juan Escilitzes, mediados del. Biblioteca Nacional de Madrid

Las mujeres, primeramente de las provincias orientales del Imperio Romano y luego bizantinas, conservaron el derecho de la mujer romana a heredar, poseer y administrar sus propiedades y firmar contratos, derechos que eran muy superiores a los derechos de las mujeres casadas en la Europa católica medieval occidental, ya que estos derechos abarcaban no solo a las mujeres solteras y viudas, sino también a las mujeres casadas.  El derecho legal de las mujeres a manejar su propio dinero hizo posible que las mujeres ricas se dedicaran a los negocios, sin embargo, las mujeres que tenían que encontrar un empleo activamente para mantenerse, normalmente trabajaban como empleadas domésticas o en campos domésticos como la industria alimentaria o textil.  Las mujeres podían trabajar como médicas y enfermeras para las pacientes mujeres, y a su vez visitar hospitales y baños públicos con el permiso del gobierno.
Después de la introducción del cristianismo, las mujeres ya no podían convertirse en sacerdotisas, pero se hizo común que las mujeres fundaran y administraran conventos, que funcionaban como escuelas para niñas y a su vez como asilos, hospicios, hospitales, prisiones y casas de retiro para mujeres, y muchas mujeres bizantinas llevaban adelante el trabajo social como hermanas laicas y diaconisas.

### Participación en la política
El Imperio bizantino era una monarquía y, como en muchas otras monarquías, el sistema real permitía que las mujeres participaran en la política como monarcas en su propio gobierno o como regentes en lugar de un esposo o un hijo. Se sabe que muchas mujeres reales han participado en la política durante siglos. Entre ellas se encontraban emperatrices como Pulqueria, Irene de Atenas y Teodora Porfirogéneta, así regentes como Teodora, Teófano y Eudoxia Macrembolita. También hubo emperatrices que actuaron como consejeras políticas de sus maridos, siendo la más famosa de ellas Teodora (esposa de Justiniano I). El sistema de la realeza permitía que las mujeres participaran en la política porque ser miembros de la misma, pero esto estaba reservado para las mujeres de familias reales y no a las mujeres en general, ni significaba que era aceptada la participación femenina en la política como tal. En el momento en que Irene de Atenas era una emperatriz que gobernaba por cuenta propia, el Papa León III notó el supuesto estatus de Irene como la gobernante soberana del Imperio Romano y proclamó a Carlomagno emperador del Sacro Imperio Romano Germánico el día de Navidad del año 800. Esto debido a que no consideraba que una mujer pudiese gobernar y, por lo tanto, el trono del Imperio Romano en realidad estaba vacante.
En cuanto a la historiografía de la actividad política de las mujeres en el Imperio bizantino, hay dos puntos de vista principales. Según uno de ellos, las mujeres estaban aisladas del resto de la sociedad en un gineceo. En este caso, los historiadores se refieren a las declaraciones relevantes de Miguel Pselo, Cecaumeno y Miguel Ataliates. Otro punto de vista, desarrollado en la actualidad, es que el aislamiento de la mujer en las respectivas fuentes no refleja el estado real de las cosas, sino la idea ideal de los hombres bizantinos. Desde el siglo XII se conocen numerosos ejemplos de lo contrario. Hablando de cómo su madre acompañó a Alejo I en las campañas, Ana Comneno, la primera historiadora de Europa, habla no solo de cómo cuidó las piernas doloridas del emperador, sino que también fue su asesora, quien ayudó a identificar a sus conspiradores. Según la escritora, "fueron éstas las razones que vencieron la vergüenza natural de esta mujer y le dieron valor para presentarse ante los ojos de los hombres". La esposa del emperador Juan VI, Irene Asanina, gobernó la ciudad de Didimótico durante la ausencia de su marido durante la guerra civil bizantina (1341-1347). Su hija María gobernó la fortaleza de Enez unos años más tarde, en lugar de su esposo Nicéforo, quien era el Despotado de Epiro.
Según Angeliki Laiou, el papel de la mujer bizantina en la vida política del país fue de gran importancia en el período tardío de su historia en relación con la consolidación de la aristocracia, cuya posición pasó a ser más dominante. Dentro de esta clase dominante, las mujeres eran importantes porque poseían importantes propiedades y ejercían influencia sobre sus hijos. El bizantinista soviético-estadounidense Alexander Kazhdan señaló la importancia de los lazos familiares en el período Comnenos.